# Distretto di Meixi
Il distretto di Meixi (美溪区S, Měixī QūP) è un distretto della Cina, situato nella provincia di Heilongjiang e amministrato dalla prefettura di Yichun.